# Ponte coberta

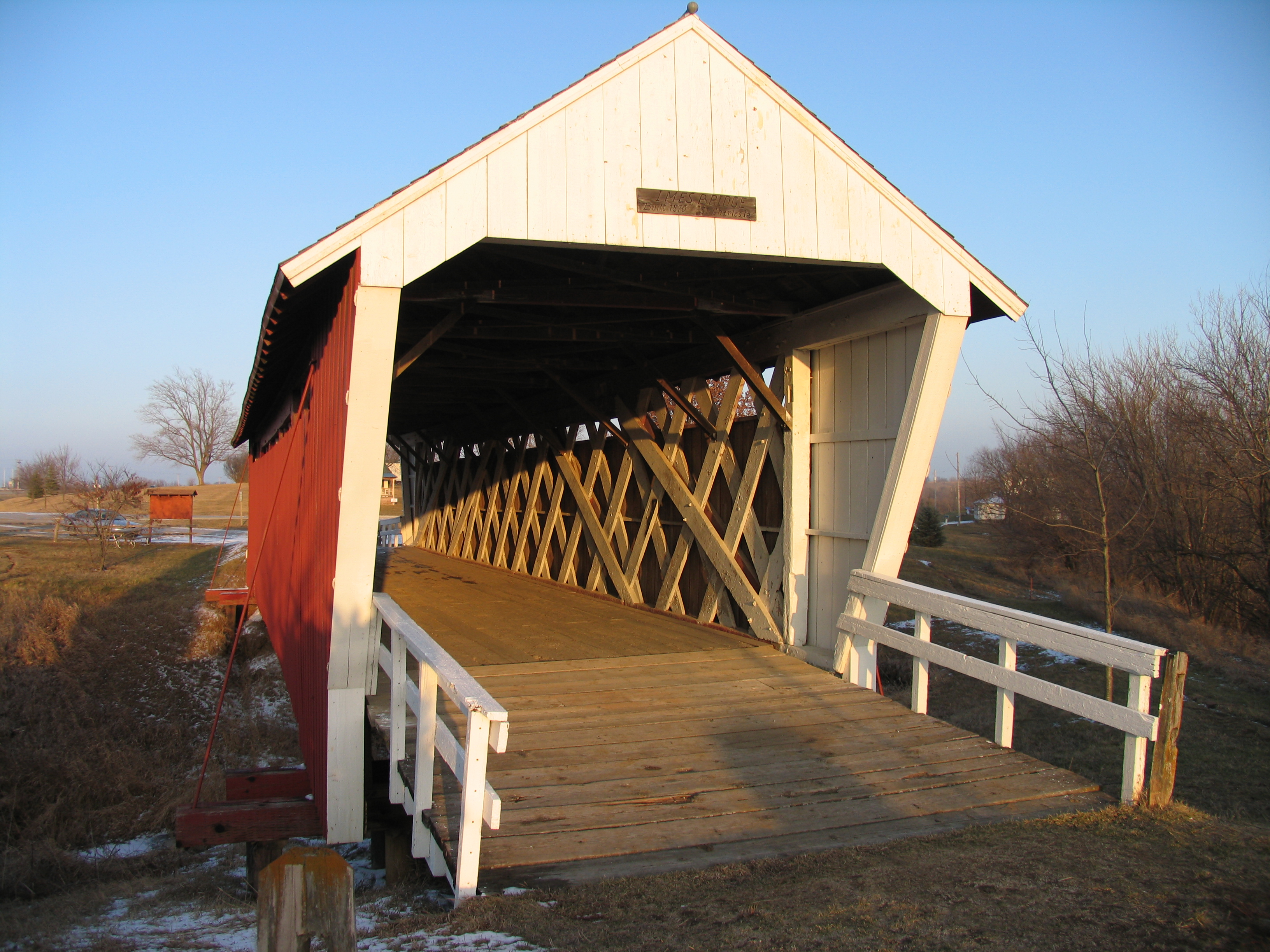
Imes Bridge, Condado de Madison, Iowa.

As pontes cobertas são geralmente construídas com paredes, teto e em mão única, utilizando madeira como sua principal matéria-prima. Mesmo as construídas recentemente, usando betão ou estruturas metálicas de apoio, tem a madeira como componente relevante. Uma curiosidade sobre este tipo de edificação é a razão pela qual elas são erguidas com cobertura. A explicação é simples; o telhado protege-as dos efeitos causados pelo clima, em regiões onde a amplitude térmica pode chegar a 60 graus Celsius e uma ponte convencional de madeira duraria apenas 10 anos, com o auxílio da cobertura, pode chegar a 70 anos ou mesmo 80 anos; outro motivo é facilitar a travessia do gado, com as paredes o rebanho fica menos propenso a dispersão uma vez que elas tem a forma de um curral.
Bastante edificado em áreas rurais dos Estados Unidos e do Canadá durante os séculos XVIII, XIX e XX , estes  curiosos  exemplares de ponte, persistem como monumentos históricos, em quase todos os Estados americanos. O filme The Bridges of Madison County, cujas pontes estão localizadas no Condado do Madison no Estado de Iowa, tornaram pontes cobertas as muito populares, atraindo a atenção de pessoas e turistas do mundo inteiro. Este tipo de pontes são hoje largamente visitadas, tanto que alguns estados americanos chegam a oferecer roteiros para conhecer suas pontes cobertas. Vermont é o estado com o maior número de pontes cobertas dos Estados Unidos.

## Pontes Cobertas na América do Norte

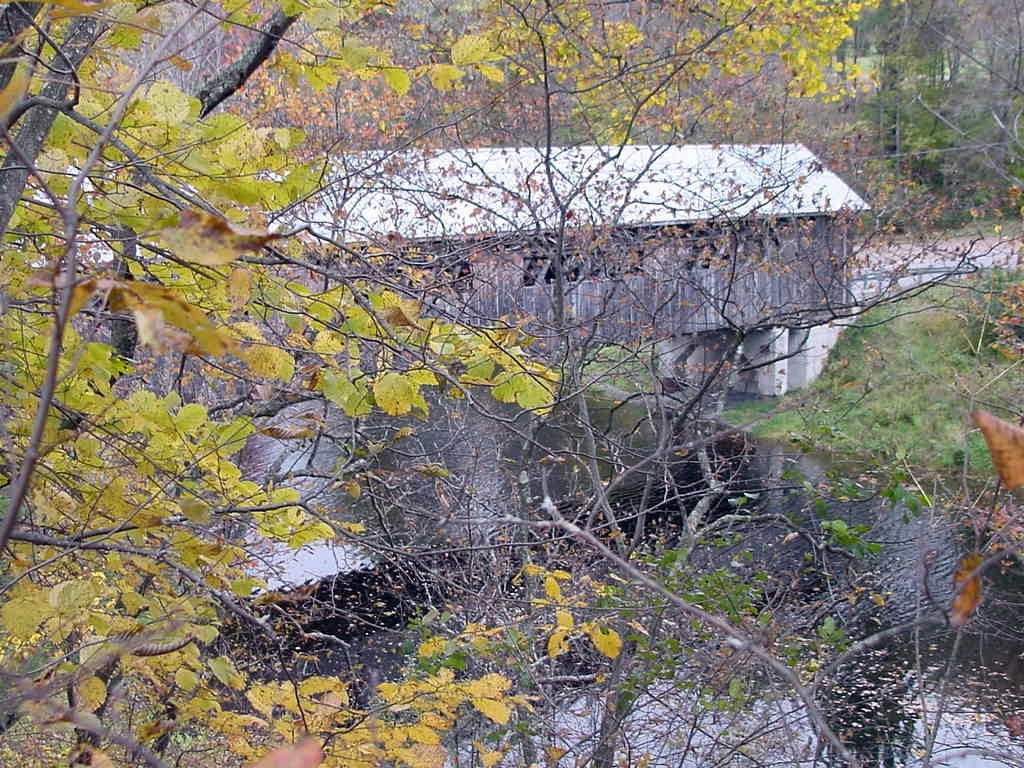
Ponte coberta em Vermont

Essas pontes são encontradas comumente no interior dos Estados Unidos e do Canadá, sendo constantemente vítimas de vandalismo, pichações e também sofrem com o desgaste causado por enchentes e outras causas naturais. As famosas pontes do Madison, são monitoradas 24 horas por dia por um sistema de câmeras e alarmes, visando conter a depredação que vinham sofrendo. Os locais com maior concentração de pontes cobertas são: condado de Chester , condado de Lancaster, condado de Lane, condado de Madison e condado de Parke. Partes de Ohio, Michigan, Kentucky, Maryland, Virgínia, Delaware e os estados da Nova Inglaterra, com destaque para Vermont,possuindo todos muitas pontes ainda conservadas. Pode-se afirmar de modo genérico que este tipo de ponte está bem difundido em praticamente todas as regiões da América do Norte, com exceção ao México.
Inaugurada em 4 de julho de 1901, com 390 metros, a ponte que cruza o rio São João, na altura de Hartland, New Brunswick, no Canadá, é a ponte coberta mais larga do mundo, ainda em operação, sendo considerada um monumento histórico registrado e relevante do Canadá. Em 1900 existam mais de 400 pontes cobertas em New Brunswick, 100 em Quebec e apenas 5 em Ontário. Em 2006 foram contabilizadas 94 remanescentes em Quebec e somente 65 em New Brunswick.

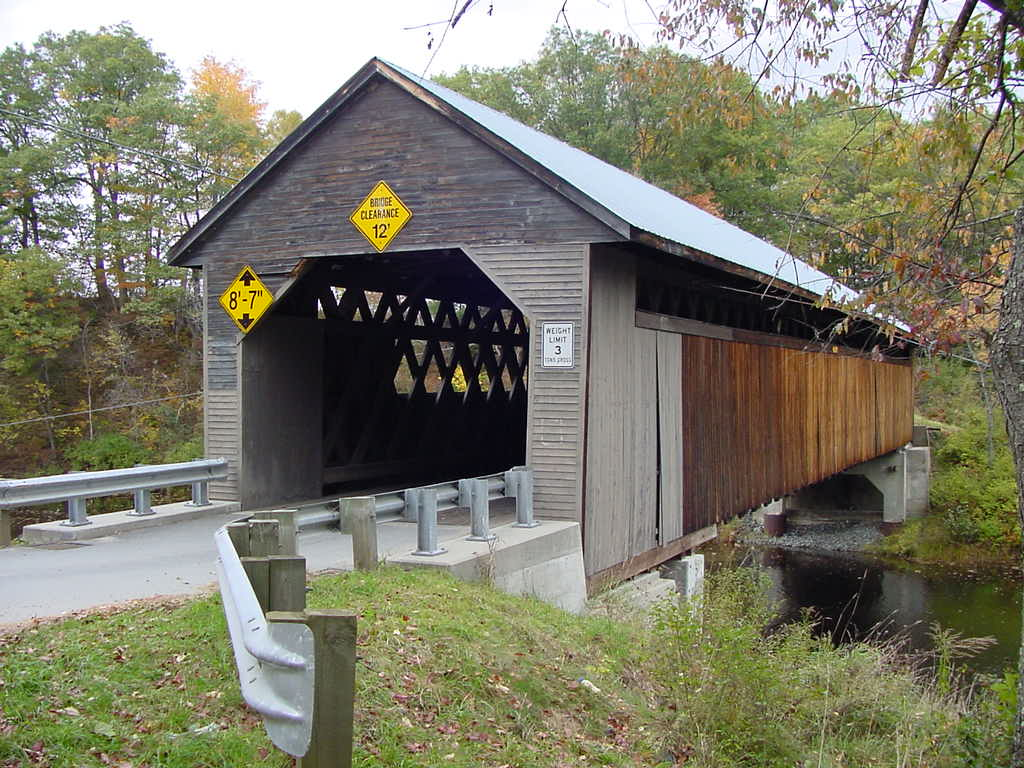
Ponte coberta em New Hampshire

A ponte coberta mais longa do mundo, com 1980 metros, foi a situada entre Columbia e Wrightsville, no estado da Pensilvânia sobre o rio Susquehanna. Essa ponte era utilizada por carruagens, pedestres e também pelo transporte ferroviário. Sob ela, em dois canais escavados, havia intenso tráfego de barcos e vapores. Essa popular ponte, sobre a qual havia cobrança de pedágio, foi queimada em 1863, pelo Exército da União, durante a guerra civil americana, como medida preventiva ao seu uso pelo Exército Confederado, na campanha de Gettysburg. A ponte construída para repor a então incendiada, foi destruída por uma tempestade de vento, poucos anos mais tarde, sendo posteriormente substituída por uma ponte de estrutura metálica convencional.

## Pontes cobertas na Ásia
Existem várias pontes cobertas na Ásia, chamadas de  Wind and Rain Bridges, principalmente na provincial  de Guizhou, na China e no  Condado de Taishun, em  Zhejiang provincial essa que tem mais de 900 pontes cobertas, muitas com centenas de anos. Neste local existe um museu sobre pontes cobertas.

## Pontes cobertas na Europa
Entre as famosas está a ponte de Rialto em Veneza, Itália que é uma da série de três sobre o Grande Canal, constituindo uma importante atração turística. Dignas de citação existem ainda as Bridge of Sighs em Veneza, Cambridge e Oxford, no Reino Unido.

## Galeria de pontes cobertas

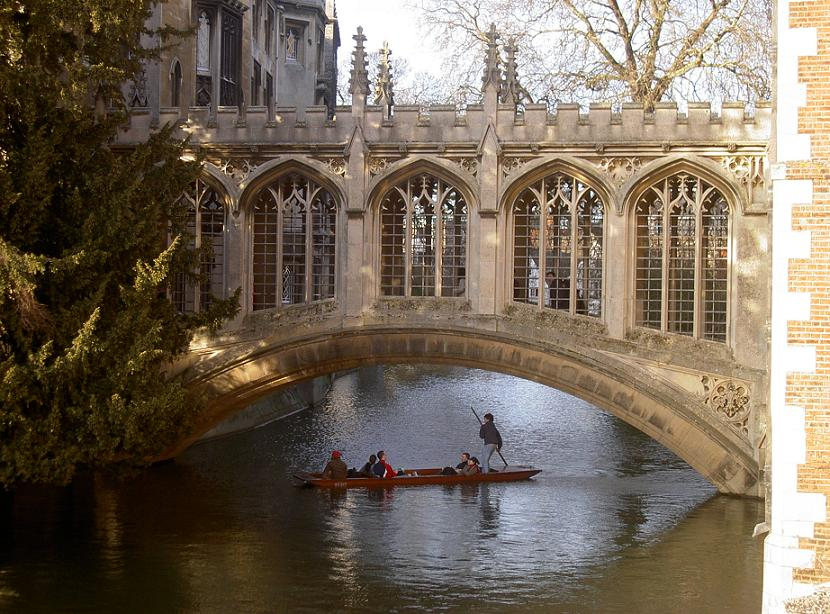
Bridge of Sighs (Cambridge)
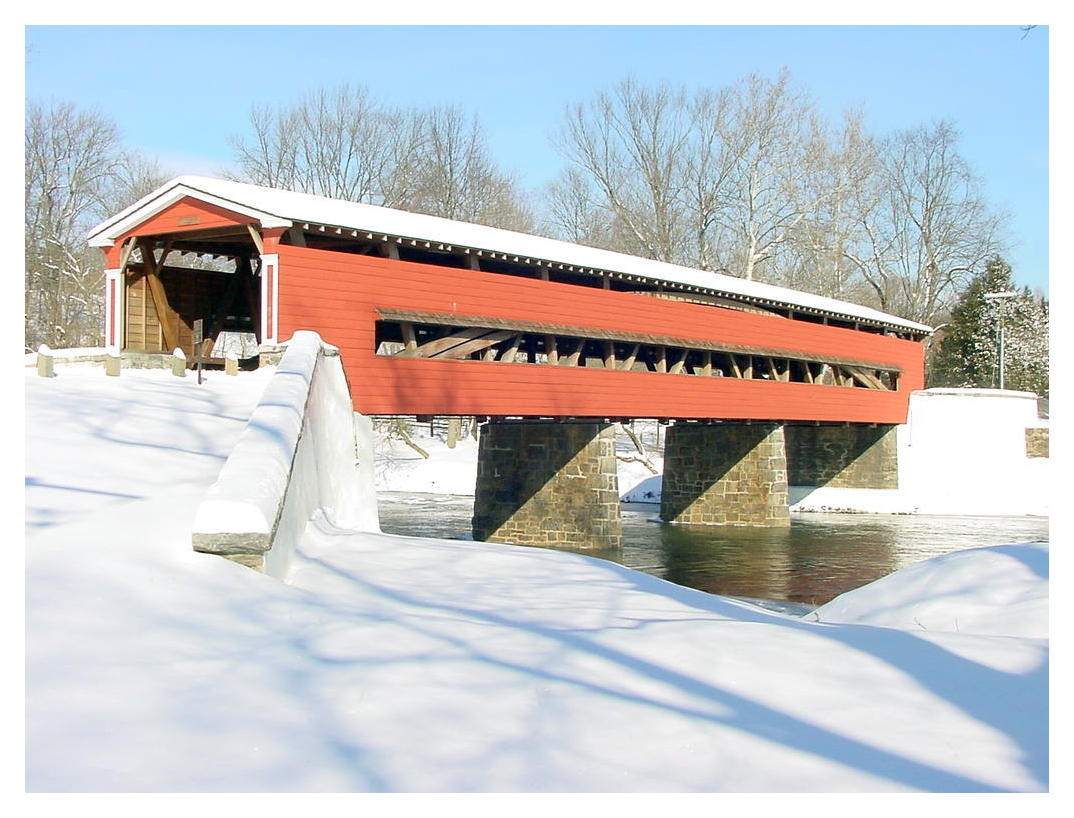
Smith's Bridge, Delaware
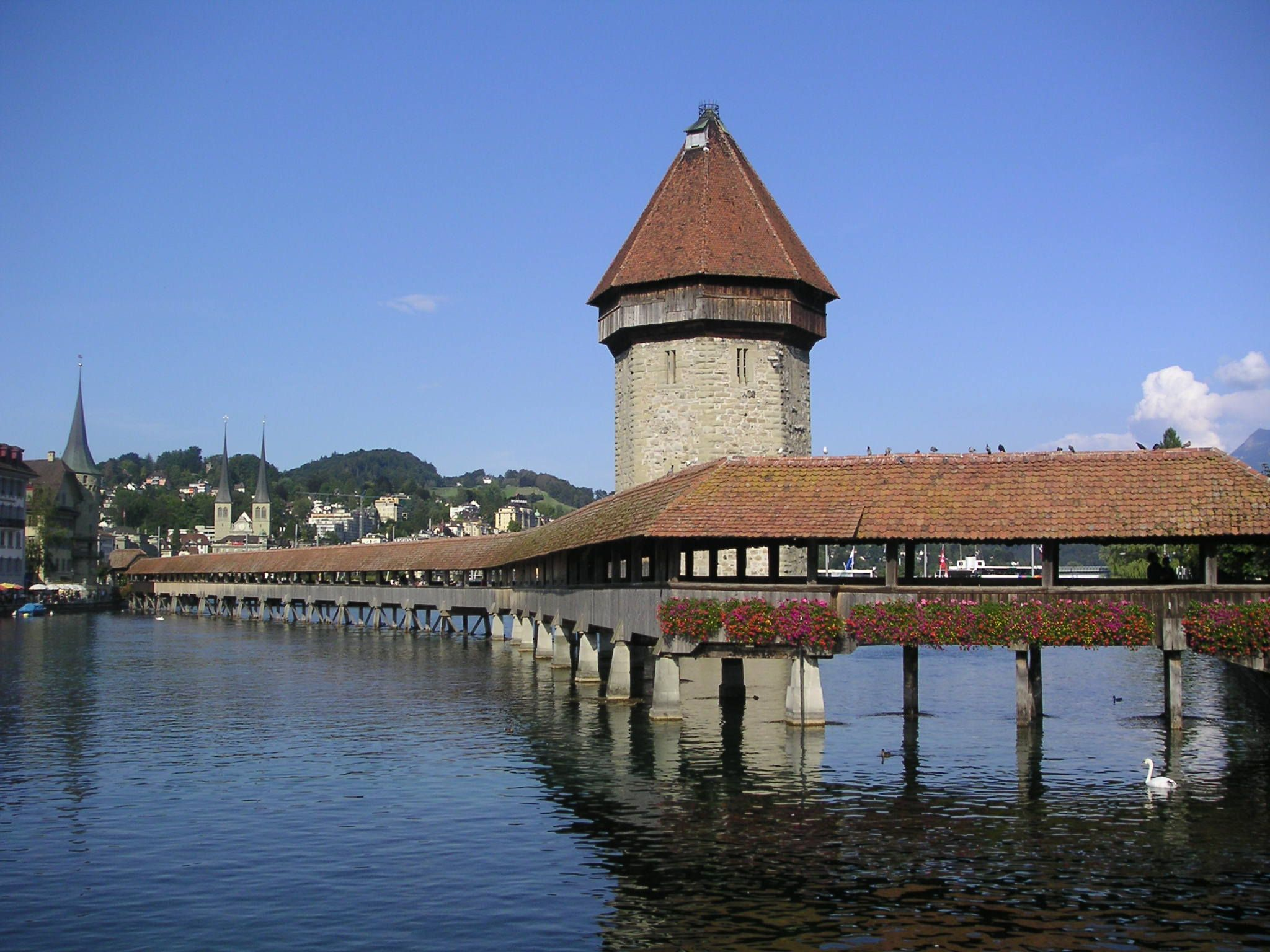
Kapellbrücke a Lucerna.